# José María Pino Suárez, Álamo Temapache
José María Pino Suárez är en ort i Mexiko.   Den ligger i kommunen Álamo Temapache och delstaten Veracruz, i den sydöstra delen av landet, 220 km nordost om huvudstaden Mexico City. José María Pino Suárez ligger 52 meter över havet och antalet invånare är 133.
Terrängen runt José María Pino Suárez är huvudsakligen platt, men åt nordost är den kuperad. Runt José María Pino Suárez är det ganska tätbefolkat, med 166 invånare per kvadratkilometer. Närmaste större samhälle är Álamo, 12,8 km nordväst om José María Pino Suárez. Trakten runt José María Pino Suárez består till största delen av jordbruksmark.